# Ridehjelm
En ridehjelm er en slags hjelm, man kan benytte, når man rider. Den beskytter brugeren mod hovedskader i forbindelse med ridning.
Det er ikke obligatorisk at bruge ridehjelm i Danmark.
Hvis en rytter ønsker at deltage i officielle stævner arrangeret af Dansk Ride Forbund (DRF), så skal rytteren dog altid bære en ridehjelm godkendt efter den europæiske sikkerhedsstandard VG1 01,040. De gamle sikkerhedsstandarder EN 1384 og EN 14572 må ikke længere benyttes til stævner.
I 2012 vedtog DRF, at det er obligatorisk at bære ridehjelm under al færden til hest, hvis man færdes på arealer tilhørende en klub, der hører under DRF.
Der findes mange forskellige typer og producenter af ridehjelme på det danske marked. 